# Vensac
Vensac is een gemeente in het Franse departement Gironde (regio Nouvelle-Aquitaine). De plaats maakt deel uit van het arrondissement Lesparre-Médoc. Vensac telde op 1 januari 2022 1.146 inwoners. Er is een authentieke molen uit 18e eeuw te zien. Zij werd herbouwd in 1858 en heeft een stenen omloop en kegelvormig dak naar het model Alphonse Daudet.

## Geografie
De oppervlakte van Vensac bedroeg op 1 januari 2022 34 vierkante kilometer; de bevolkingsdichtheid was toen 33,7 inwoners per km².

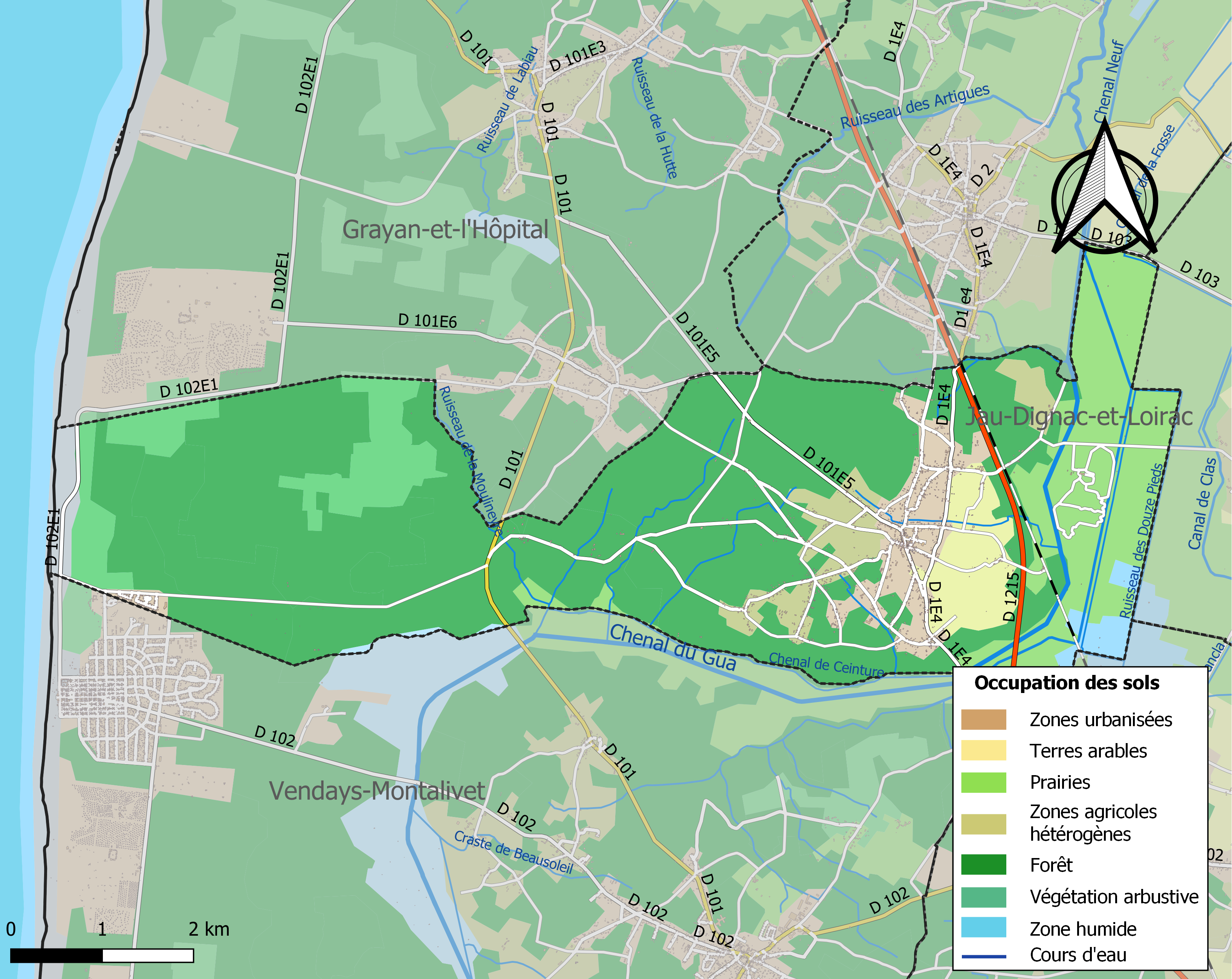
Kaart van de gemeente met belangrijkste infrastructuur, bodemgebruik en omliggende gemeenten

## Demografie
Onderstaande figuur toont het verloop van het inwonertal (bron: INSEE-tellingen).